# 多線真巨口魚
多線真巨口魚（学名：Eustomias multifilis）为輻鰭魚綱巨口鱼目巨口鱼科的其中一種。分布於東印度洋的西澳海域，為深海魚類，棲息深度0-1000公尺，體長可達14.5公分。

## 扩展阅读
維基物種上的相關：多線真巨口魚